# 安房国
安房国（あわのくに）は、かつて日本の地方行政区分だった令制国の一つ。東海道に属し、現在の千葉県南部にあたる。

## 「安房」の名称と由来
『古語拾遺』によれば、阿波国において穀物や麻を栽培していた天富命は、東国により良い土地を求め阿波の忌部氏らを率いて黒潮に乗り、房総半島南端の布良の浜に上陸し開拓を進めた。そして阿波の忌部氏の住んだ所は、「阿波」の名をとって「安房」と呼ばれたという。また、『古語拾遺』の説のほか、『日本書紀』景行天皇53年10月条の東国巡狩の折の淡水門に因むとする説もある。

## 現在の行政区分での領域
明治維新の直前の領域は現在以下のようになっている。現在の行政区域で言うと、千葉県の南部の地域が旧安房国に該当する。
- 千葉県
  - 館山市の全域
  - 南房総市の全域
  - 安房郡鋸南町の全域
  - 鴨川市のうち四方木を除く地域

## 沿革
律令制以前のこの地域には、阿波国造と長狭国造の2つの国造が置かれていた。律令制において令制国である上総国の一部となり、養老2年5月2日（718年6月4日）、上総国のうち阿波国造と長狭国造の領域だった平群郡、安房郡、朝夷郡、長狭郡の4郡を分けて安房国とした。国造は「阿波」の表記であり、藤原京出土木簡に「己亥年十月上挟国阿波評松里」（己亥年は西暦699年）とあるなど、郡（評）の表記にもゆれがあるが、これに先立つ和銅6年（713年）の好字令で南海道の「粟国」が「阿波国」に変更されており「安房」の表記となった。天平13年12月10日（742年1月20日）に上総国に合したが、天平宝字元年（757年）に元に戻され、東海道に属する一国となり、国級は中国、距離は遠国とされる。
国府は現在の南房総市府中付近に置かれ、古代末期から中世にかけて丸氏、長狭氏、安西氏、神余氏などの武士団が活動し、平安時代末期には源頼朝の再起の地となる。鎌倉時代の守護は不明。室町時代の守護には結城氏、上杉氏が就いた。15世紀半ば頃より里見氏が台頭し、戦国期には安房統一を果たして上総から下総の一部に至るまで勢力を張った。
豊臣秀吉による小田原城攻め以後は、安房一国が里見氏の領地となった。関ヶ原の戦いでは、里見氏は徳川家康を支援して加封を受けたものの、江戸幕府成立後の慶長19年（1614年）に里見忠義が大久保忠隣改易に連座して伯耆国倉吉に転封。その後は、東条藩、勝山藩、北条藩、館山藩などの諸藩と、幕府領・旗本領が置かれた。村数は280ヵ村（天保期）。明治2年（1869年）安房では勝山、館山の2藩に、新たに長尾藩、花房藩の2藩が置かれた。この地の幕府領・旗本領は安房上総知県事・柴山典の管轄となり、翌年に宮谷県が置かれて柴山典が権知事となり、安房4郡の約5万6千石を管理した。明治4年（1872年）、廃藩置県によって木更津県に編入され、明治6年（1874年）木更津県と印旛県の合併により千葉県に編入された。明治30年（1897年）には安房国4郡が統合されて、千葉県安房郡に再編された。

### 明治以降の沿革
- 「旧高旧領取調帳」に記載されている明治初年時点での国内の支配は以下の通り。太字は当該郡内に藩庁が所在。国名のあるものは飛地領。（293村・95,877石余）
  - 長狭郡（62村・23,050石余） - 幕府領、旗本領、館山藩、船形藩、武蔵岩槻藩、上総鶴牧藩
  - 朝夷郡（63村・22,704石余） - 幕府領、旗本領、館山藩、上野前橋藩、武蔵岩槻藩、越前敦賀藩、上総鶴牧藩
  - 平郡（75村・26,239石余） - 幕府領、旗本領、勝山藩、船形藩、館山藩、上野前橋藩、近江三上藩
  - 安房郡（93村・23,884石余） - 幕府領、旗本領、館山藩、船形藩、上野前橋藩、近江三上藩
- 慶応4年
  - 船形藩が廃藩。元治元年（1864年）立藩のため、わずか4年での廃藩となった。
  - 7月2日（1868年8月19日） - 幕府領、旧船形藩領に安房上総知県事を設置。
  - 7月13日（1868年8月30日） - 駿河田中藩が平郡・安房郡・朝夷郡に転封し、長尾藩となる。
- 明治元年
  - 9月21日（1868年11月5日） - 遠江横須賀藩が長狭郡に転封し、花房藩となる。
  - 平郡に三河西尾藩が入封。
  - 以上の変更にともない、勝山藩、館山藩および前橋藩、岩槻藩、鶴牧藩、敦賀藩、三上藩の飛地領で領地替えが行われる。各飛地領が消滅。
- 明治2年
  - 2月9日（1869年3月21日） - 安房上総知県事が宮谷県となる。
  - 6月23日（1869年7月31日） - 勝山藩が、越前勝山藩、美作勝山藩との区別のため、任知藩事後に加知山藩に改称。
- 明治4年 
  - 7月14日（1871年8月29日） - 廃藩置県により、藩領が加知山県、館山県、長尾県、花房県および西尾県の飛地となる。
  - 11月14日（1871年12月25日） - 国内に県庁を置く各県（国外の飛地領を除く）が木更津県に統合。
- 明治6年（1873年）6月15日 - 木更津県が印旛県に統合して千葉県が発足。

## 国内の施設

### 国府
国府は『和名抄』によれば平群郡にあったとされ、現在の南房総市府中付近に推定される。しかし正確な位置は明らかでない。

### 国分寺

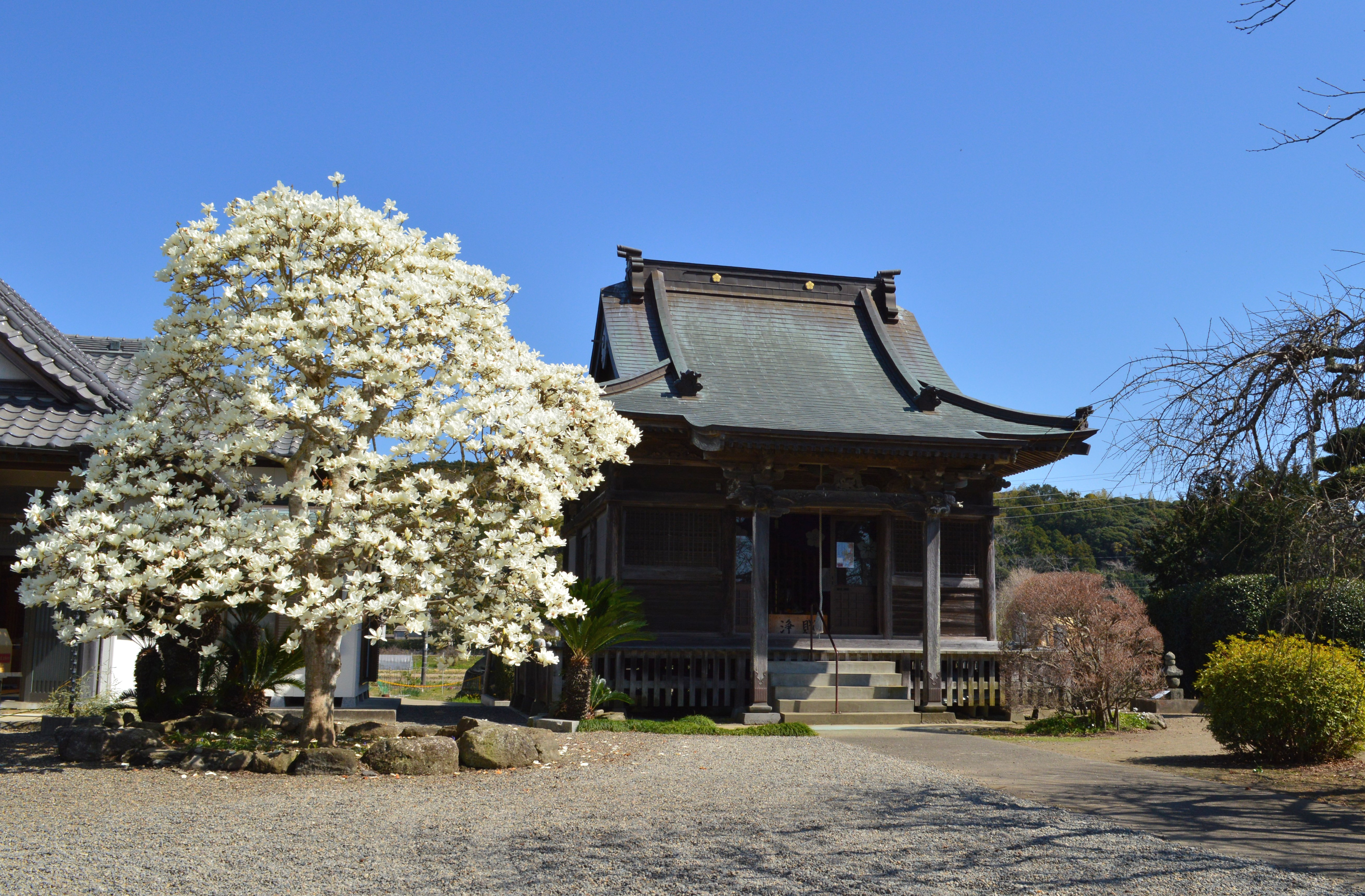
安房国分寺（千葉県館山市）

- 安房国分寺跡（館山市国分、北緯34度59分36.71秒 東経139度53分22.38秒 / 北緯34.9935306度 東経139.8895500度）
千葉県指定史跡および館山市指定史跡。安房国は天平13年（741年：国分寺建立の詔の年）に上総国に併合、天平宝字元年（757年）に再分立という変遷を経ているため、他国から遅れての創建とされる（出土品によれば奈良時代後半か）。金堂跡と見られる基壇のほか、瓦・獣脚などが出土しているが、他国の国分寺のような複数の建物跡は認められていない[3]。跡地上の日色山国分寺（本尊：薬師如来）が法燈を伝承する。
- 安房国分尼寺跡
未詳。僧寺の北方約900メートルの萱野地区に残る「アマンボウ」という地名が「尼坊」にあたるとして、尼寺跡の推定地に挙げられている[4][5]。

### 神社

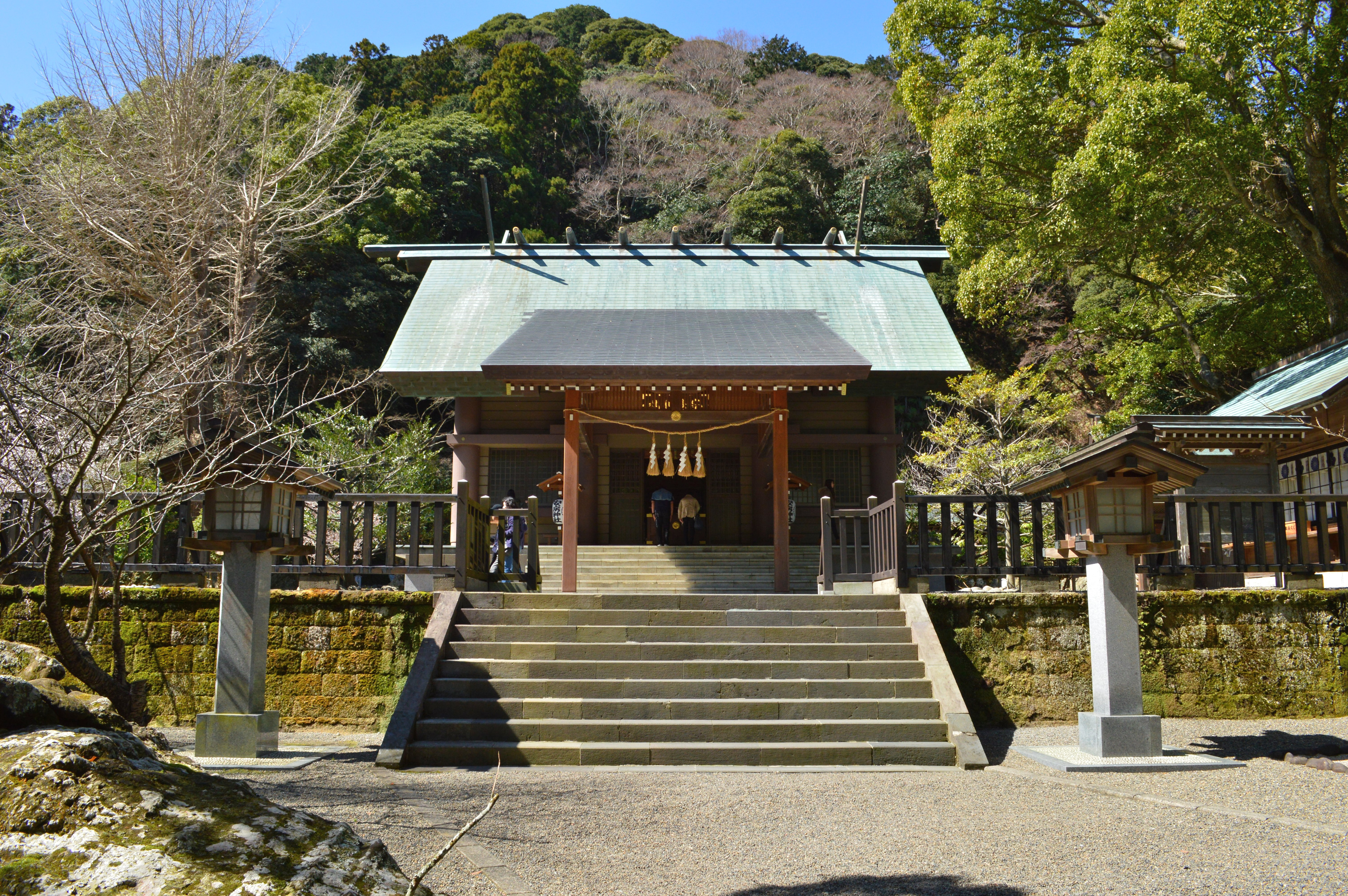
安房神社（千葉県館山市）

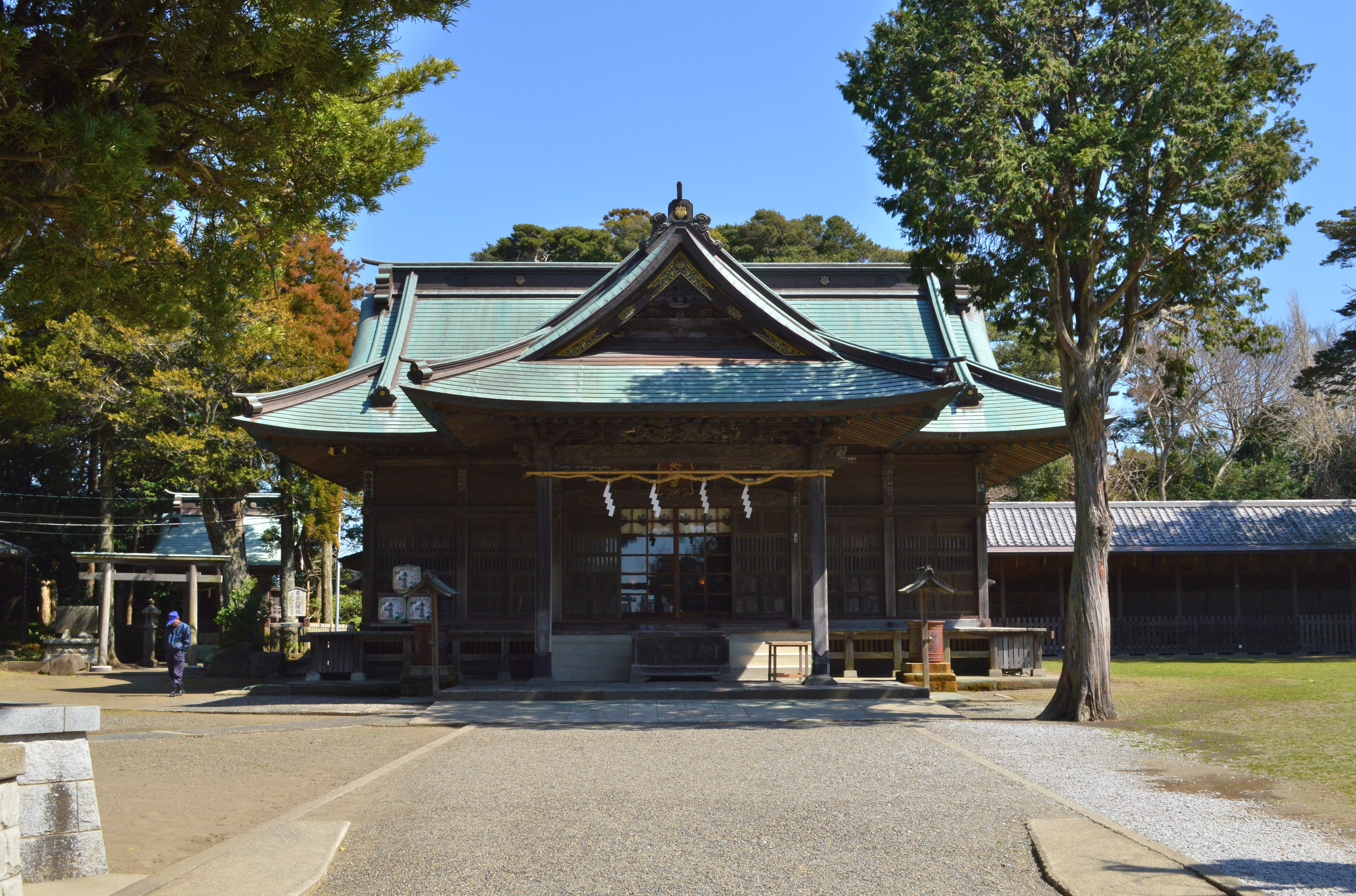
鶴谷八幡宮（千葉県館山市）

延喜式内社
『延喜式神名帳』には、大社2座2社・小社4座4社の計6座6社が記載されている（「安房国の式内社一覧」参照）。大社2社は以下に示すもので、安房坐神社は名神大社である。
- 安房郡 安房坐神社 - 名神大社。
  - 比定社：安房神社（館山市大神宮）
- 安房郡 后神天比理乃咩命神社（天比理刀咩命神社） - 式内大社。次の2社は元々2社一体か[4]。
  - 比定論社：洲崎神社（館山市洲崎、北緯34度58分4.93秒 東経139度45分29.66秒 / 北緯34.9680361度 東経139.7582389度）
  - 比定論社：洲宮神社（館山市洲宮、北緯34度57分9.29秒 東経139度50分18.53秒 / 北緯34.9525806度 東経139.8384806度）

総社・一宮以下
『中世諸国一宮制の基礎的研究』に基づく一宮以下の一覧。
- 総社：鶴谷八幡宮（館山市八幡、北緯35度0分18.86秒 東経139度52分0.00秒 / 北緯35.0052389度 東経139.8666667度） - 元社は元八幡神社（南房総市府中、北緯35度0分43.05秒 東経139度53分21.11秒 / 北緯35.0119583度 東経139.8891972度）。
- 一宮：安房神社（館山市大神宮、北緯34度55分20.77秒 東経139度50分12.04秒 / 北緯34.9224361度 東経139.8366778度）

洲崎神社（館山市洲崎）を一宮、洲宮神社（館山市洲宮）を二宮とする説もあるが、これは「洲の神」を祀る神社として2社一体であった洲崎神社・洲宮神社の間での呼称と見られている。

### 安国寺利生塔
- 安国寺 - 仏日山安国寺（鴨川市北風原、本尊：聖観世音菩薩）が継承。
- 利生塔 - 未詳。

### 駅
いずれも律令時代の駅。
- 白浜駅(館山市正木付近)
- 川上駅(南房総市川上付近)

### 馬牧
- 諸国牧
  - 白浜馬牧 (南房総市白浜町白浜）
  - 鈖師馬牧 (南房総市珠師ケ谷)
- 江戸幕府直轄牧馬
  - 嶺岡牧

### 城館
- 千葉県の城#安房国参照

### 湊・津
内海
- 保田湊
- 勝山湊
- 那古湊
- 北条湊
- 八幡湊
- 正木湊

外海
- 白子湊
- 和田湊
- 磯村湊
- 余瀬湊
- 天津湊
- 小湊

## 地域

### 古代-中世

#### 郡と荘園
- ①安房郡
  - 安東郡、安西、長田保、阿布里保
- ②平群郡
  - 平北郡、小保田保、下尺万保、多々良荘、群房荘
- ③朝夷郡
  - 朝平、岩糸保、丸御厨
- ④長狭郡
  - 東条御厨、白浜御厨、長狭西条、東北荘

### 中世-近世

#### 安房国の藩
- 長尾藩
- 東条藩
- 花房藩
- 館山藩
- 北条藩
- 船形藩
- 勝山（加知山）藩
- 安房三枝藩[6]

#### 郡と村

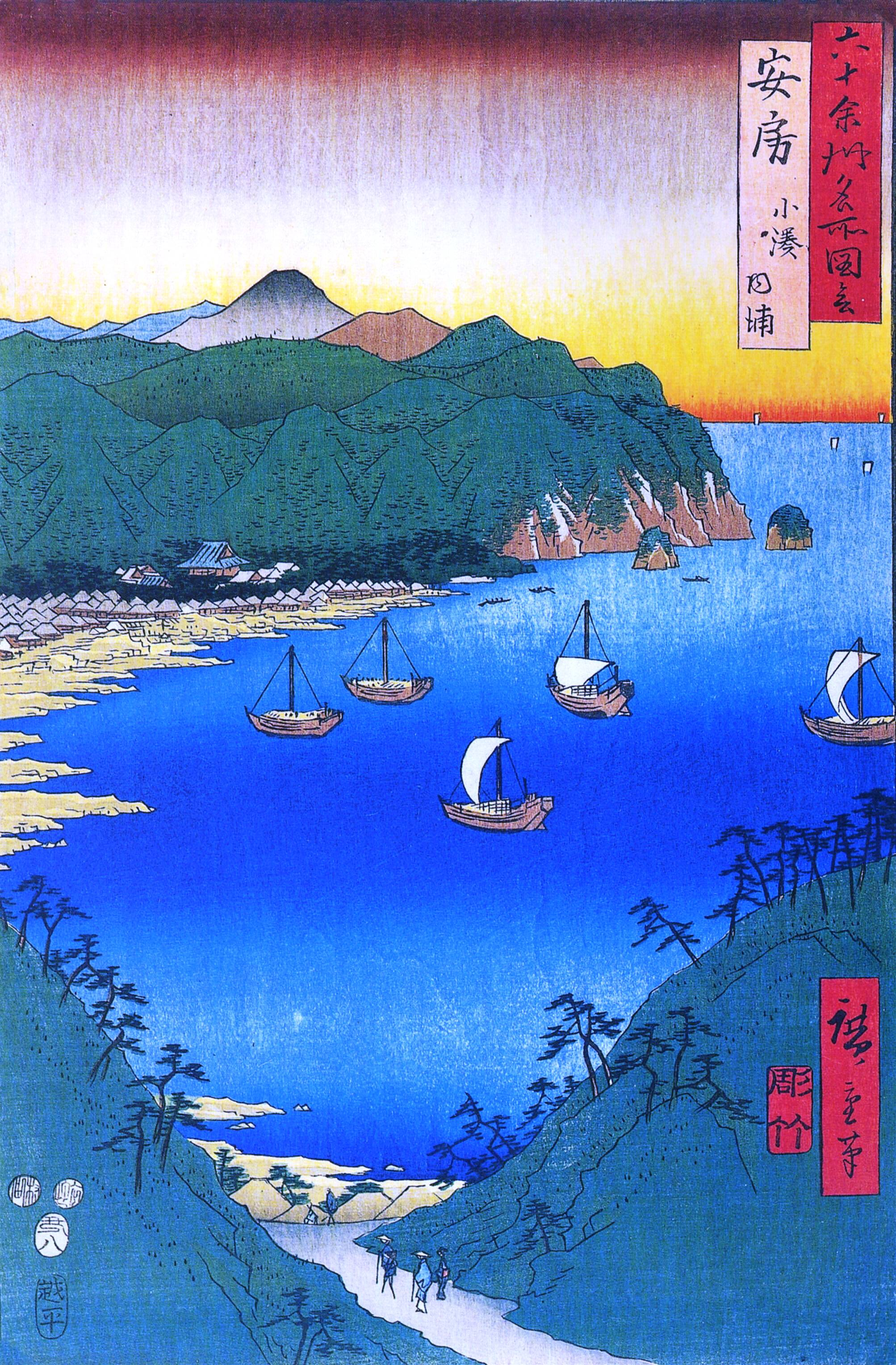
歌川広重・六十余州名所図会-安房小湊内浦

- ①安房郡（平群郡・朝夷郡・長狭郡が1897年に一部となる）
  - 館山町、北条町、豊津村、館野村、九重村、稲都村、豊房村
長尾村、富崎村、神戸村、西岬村
- ②平群郡
  - 勝山村、佐久間村、保田村、富浦村、八束村、岩井村、平群村、国府村
滝田村、凪原村、船形村
- ③朝夷郡
  - 曦村、七浦村、健田村、千歳村、満禄村、豊田村、南三原村、和田村
北三原村、白浜村、江見村
- ④長狭郡
  - 鴨川町、田原村、西条村、東条村、大山村、吉尾村、由基村、曽呂村
太海村、天津町、湊村

### 石高
- 95736

### 人口
- 1721年（享保6年） - 11万5,579人
- 1750年（寛延3年） - 15万8,440人
- 1756年（宝暦6年） - 13万7,565人
- 1786年（天明6年） - 12万5,052人
- 1792年（寛政4年） - 13万836人
- 1798年（寛政10年）- 13万3,513人
- 1804年（文化元年）- 13万2,993人
- 1822年（文政5年） - 13万9,662人
- 1828年（文政11年）- 14万830人
- 1834年（天保5年） - 14万4,581人
- 1840年（天保11年）- 13万9,442人
- 1846年（弘化3年） - 14万3,500人
- 1872年（明治5年） - 15万4,683人

出典: 内閣統計局・編、速水融・復刻版監修解題、『国勢調査以前日本人口統計集成』巻1（1992年）及び別巻1（1993年）、東洋書林。

## 人物

### 国司

#### 安房守
- 巨勢広足
- 大国福雄（貞観11年〈869年〉 - ）
- 平公雅宇
- 平惟忠（ - 万寿5年〈1028年〉）
- 藤原光業（ - 長元3年〈1030年〉）
- 平正輔（長元3年〈1030年〉 - ）

### 守護

#### 室町幕府
- ? - 1337年 - 斯波家長
- ? - ? - 南宗継
- ? - ? - 鵤木氏
- 1363年 - 1368年 - 上杉憲顕
- 1369年 - 1385年 - 結城直光
- 1388年 - 1390年 - 上杉憲方?
- 1395年 - 1396年 - 結城直光
- ? - 1416年 - 木戸満範
- 1423年 - ? - 上杉定頼

### 武家官位・官途名としての安房守
- 平頼綱
- 上杉憲定
- 上杉憲基
- 上杉憲実
- 右田弘詮（1518年 - ）従五位下
- 留守景宗
- 鮎ヶ瀬実光
- 織田信時
- 庵原忠胤
- 臼杵鎮続
- 北条氏邦 従五位下
- 里見義頼 従五位下
- 太田資武
- 真田昌幸（天正7年〈1580年〉 - ）従五位下　*文禄3年〈1594年〉正式任官
- 里見義康（天正19年〈1591年〉 - ）従四位下
- 堀内氏善
- 松平信吉（慶長8年〈1603年〉 - ）
- 本多政重（慶長20年〈1615年〉6月3日 - ）従五位下
- 箭田野義正
- 伊達成実
- 伊達宗実
- 佐久間勝豊 従五位下
- 松平信嵩 従五位下
- 松平信将（享保17年〈1732年〉12月28日 - ）従五位下
- 松平昌信 従五位下
- 松平信圭 従五位下
- 勝海舟（文久3年〈1864年〉2月5日 - ）従五位下